# Zulässigkeit
Im Recht versteht man unter Zulässigkeit das rechtliche Erlaubtsein einer Handlung.

## Verfahrensrecht
Im Verfahrensrecht kommt es auf die formelle Zulässigkeit an. Nach allgemeinem Verständnis prüft eine Behörde oder ein Gericht im Rahmen der Zulässigkeit, ob es überhaupt eine Entscheidung in der Sache treffen kann. Erst im Rahmen der Begründetheit wird der Rechtsstreit dann inhaltlich entschieden. Dementsprechend kann ein Rechtsbehelf sowohl wegen Unzulässigkeit als auch wegen Unbegründetheit scheitern.
Die Klage ist eine verfahrenseinleitende Prozesshandlung. Ist eine Klage unzulässig, dann ergeht ein Prozessurteil. Die Klage wird als unzulässig abgewiesen.
Die Erhebung einer Klage vor einem unzuständigen Gericht führt im Interesse der Vereinfachung des Verfahrens und der Kostenersparnis nicht mehr zur Klageabweisung als unzulässig, sondern zur Verweisung an das zuständige Gericht (§ 17a Abs. 2 GVG). Im Verwaltungsprozess gilt das entsprechend für die örtliche und sachliche Zuständigkeit (§ 83 VwGO). Mancherorts werden deshalb die Rechtswegeröffnung und die Zuständigkeit nicht mehr als Zulässigkeitsvoraussetzung angesehen und gesondert geprüft. Die herrschende verwaltungsprozessuale Literatur hält jedoch an der zweistufigen Prüfung nach Zulässigkeit und Begründetheit fest, da die Gesetzesänderung rein prozessökonomische Gründe gehabt habe und diese traditionelle Zweiteilung nicht in Frage stelle.
Zu prüfen ist die Zulässigkeit z. B. bei verwaltungsrechtlichen Rechtsbehelfen wie Einspruch oder Widerspruch, bei zivilrechtlichen Klagen sowie Anfechtungs- und Verpflichtungsklage und bei Rechtsmitteln wie Berufung und Revision.

## Einzelne Voraussetzungen
Welche Voraussetzungen im Rahmen der Zulässigkeit zu prüfen sind, hängt insbesondere von der Klageart ab. Folgende Mindestvoraussetzungen müssen jedoch in der Regel erfüllt sein:
- Statthaftigkeit
- Form
- Frist
- Beschwer bzw. Klagebefugnis